# 中华人民共和国药典

2005年版中国药典

《中华人民共和国药典》（简称：《中国药典》）是由中华人民共和国国家药典委员会编写，具有国家法律效力的，记载中国药品的标准、规格的法典，是中国药品生产、供应、使用和管理部门检验药品的共同依据。药典的第一部收载品种为中药，第二部收载为化学药品，2005年版新增第三部为生物制品。
最新一版中国药典为2025年版药典，自2025年10月1日起施行。2015年版药典共收载药品品种5608种。而2020年版扩充到5911种。
至今为止，中国药典共出版了11部，分别是1953年版、1963年版、1977年版、1985年版、1990年版、1995年版、2000年版、2005年版、2010年版、2015年版及2020版。另从1985年开始，中国药典同时发行英文版本。
中国药典已被世界卫生组织认定为中国官方药典。

## 具体内容
药典的每部内容包括前言、凡例、通则、各论、附录、索引。
1. 中国药典第一部（ISBN 978-7-5067-7337-9）收载内容为中药材及饮片、植物油脂和提取物、成方制剂和单味制剂。每一个品种有以下项目：中文名称（汉语拼音名与拉丁名）、来源、处方、制法、性状、鉴别、检查、浸出物、含量测定、性味与归经、功能与主治、用法与用量、注意、规格、贮藏、制剂等。
2. 中国药典第二部（ISBN 978-7-5067-7343-0）收载内容为化学药品、抗生素、生化药品、放射性药品以及药用辅料等。每一个品种有以下项目：品名（包括中文名、汉语拼音名与英文名）、有机药物的结构式、分子式与分子量、来源或有机药物的化学名称、含量或效价规定、处方、制法、性状、鉴别、检查、含量或效价测定、类别、规格、贮藏、制剂等。
3. 中国药典第三部（2015年新增，ISBN 978-7-5067-7336-2）收载内容为生物制品，包括疫苗、抗毒素和抗血清、血液制品、重组DNA制品、体内诊断制品和其它制品。每一个品种根据制品和剂型的不同有一下项目，品名（中文名、英文名、汉语拼音）、定义、组成及用途、基本要求、制造、检定（原液、半成品、成品）、保存运输与有效期、使用说明等。
4. 中国药典第四部（2015年新增，ISBN 978-7-5067-7539-7）收载通则和药用辅料。

## 发展
- 1953年，第一版药典由中央人民政府卫生部的药典委员会编写，1953年版的药典共收载品种513种，改版药典并未收录中药入典。
- 1965年1月26日，中华人民共和国卫生部公布第二版药典1963年药典，该版药典分为两部，第一部为中药相关药品，共收载中药材446种以及197种方剂。第二部为化学药品，收载667个品种。
- 1979年10月4日，发布第三版药典。1977年版药典共收载药品1925种，并增加少数民族医药。
- 1985年9月，发布第四版药典。并与1986年4月1日起开始执行。第四部药典共收载药品1489种。其中一部收录收载品种713种；二部收录化学药品、生物制品等776种。并从此版本开始，发行中国药典的英文版本。
- 1990年12月3日，发布第五版药典，并与1991年7月1日起执行。此版本共收载品种1751种。一部收载784种，第二部收录967种。此次又编写了《临床用药须知》，以供临床应用。
- 1995年版药典于1996年4月1日起执行。该版药典共收载2375种药品品种。一部收载920种，二部收载1455种。另外此次药典委员会还编写了《中药彩色图集》、《中药薄层色谱彩色图集》和《中国药品通用名称》等配套书籍。
- 2000年版药典于2000年7月1日起正式执行。此次改由国家食品药品监督管理局颁布，该版药典共收载药品2691种，其中一部收载992种，二部收载1699种。
- 2005年版于2005年7月1日起执行，共收载3214种，药典一部收载品种1146种，药典二部收载1967种，药典三部收载101种。此版新增第三部，为生物制品。
- 2010年版于2010年10月1日起执行，共载药4567种，药典一部收载2165种；二部收载2271种；三部收载131种。
- 2015年版于2015年12月1日起执行，共收载药5608种。药典一部收载2598种，其中新增440种。药典二部收载药2603种，其中新增492种。药典三部收载药137种，其中新增13种、修订105种。
- 2015年版将药典附录整合為通则，並與药用辅料合併為新版药典四部。四部收载通則总数317个；药用辅料收載270種，其中新增137种、修订97种。
- 2020年版药典于2020年12月30日执行，共收载品种5911种，其中一部中药收载2711种；二部化学药收载2712种；三部生物制品收载153种；四部收载通用技术要求361个、药用辅料335种。该版本删除了穿山甲（国家一级保护动物）和马兜铃（具有严重肝肾毒性）等药物。